# Actuació artística

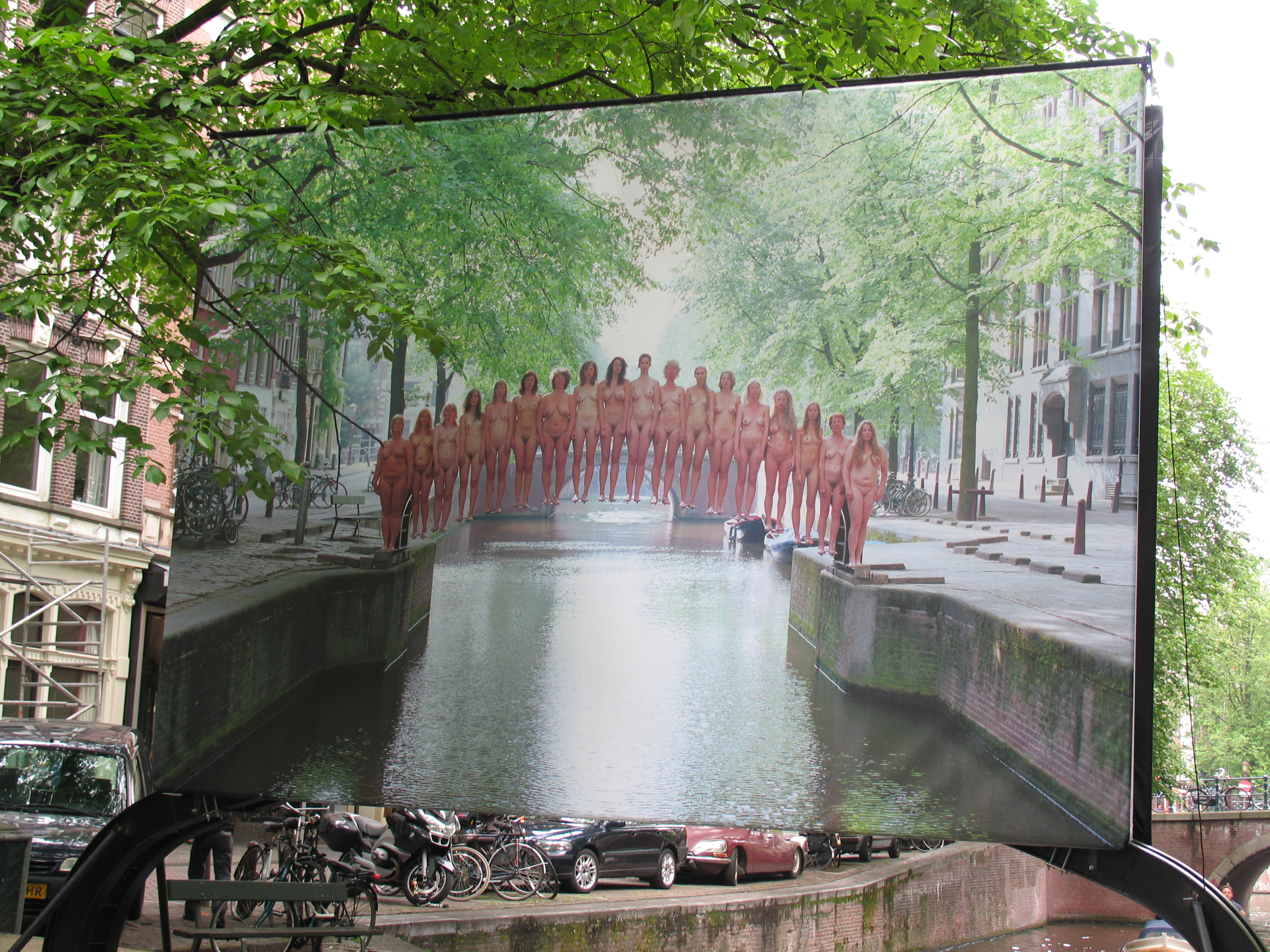
Les accions incloent voluntaris que posen nus d'Spencer Tunick són bastant populars. El nu és una característica de les accions artístiques que busquen ser provocatives.

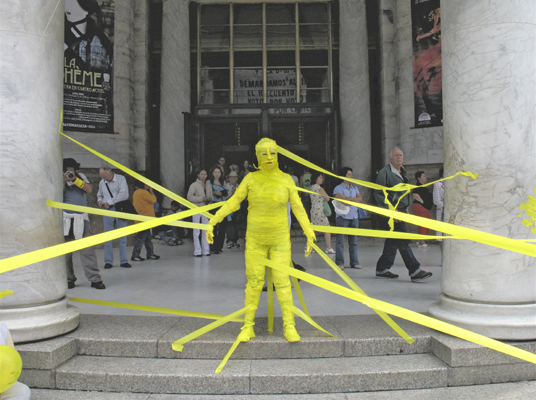
Acció artística al carrer

L'art d'acció o acció artística (performance és un anglicisme) és una representació artística sense dramatúrgia que cerca aportar una reflexió motivant el públic a qüestionar algun aspecte sobre la política, la societat, les relacions personals o el seu concepte de vida, per exemple. Comprèn una extensa gamma de maneres d'actuar i de presentar-se, podent intervenir-hi materials escenogràfics, indumentària, moviment, olors, sons, el gust, el públic i altres elements en un espai i temps determinats. Cal no confondre la performance o art d'acció amb les arts vives.
A Catalunya connecta especialment amb el moviment conceptual, molt viu i actiu. Té el seu precedent en les avantguardes que van fer algunes experimentacions en aquest camp, sovint relacionades amb moviments de protesta política, i l'antecedent en els happenings que Allan Kaprow va realitzar el 1958 a la Reuben Gallery de Nova York.
Als anys 60 i 70 del segle xx, les accions artístiques s'associaven als happenings.
Té com a objectiu la connexió directa amb el públic, buscant que reaccioni davant l'acció i si potser també que hi intervingui. En aquest sentit, sovint la "línia" invisible que divideix l'artista del públic s'esvaeix, com en el teatre actiu, on els membres del públic s'impliquen en la producció. L'absència de dramatúrgia narrativa predefinida és precisament el que la diferencia del teatre, a més de, en general, basar-se també en l'espai i temps però en canvi no necessàriament, a més, en els personatges i les relacions entre ells. L'acció pot estar relacionada amb el teatre de carrer, l'art conceptual, el moviment artístic Fluxus o l'art corporal. L'acció pot ser popular.

## Etimologia

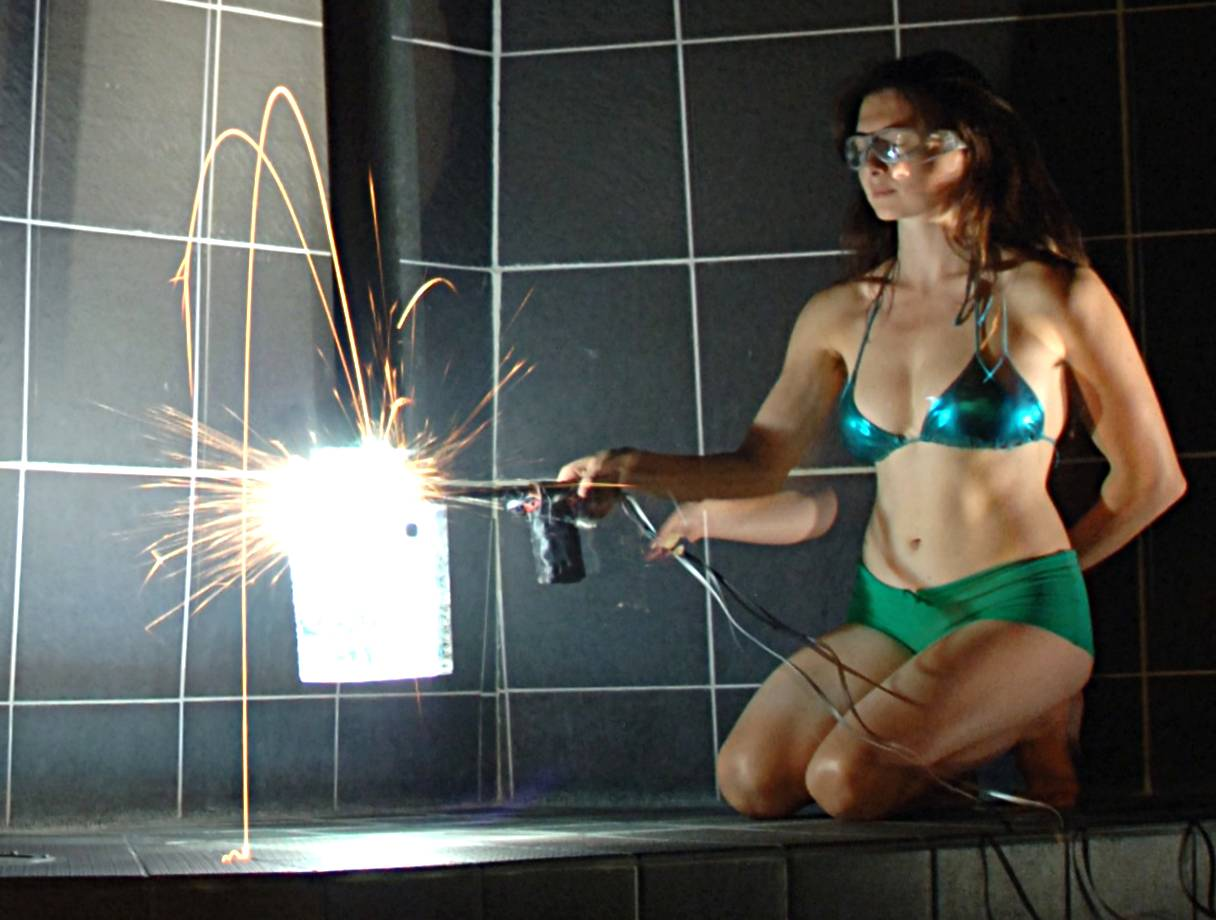
Acció artística en unes piscines

Performance vol dir actuació en anglès. El terme acció artística o performance s'ha difós en les arts plàstiques a partir de l'expressió anglesa performance art, que significa "art en viu" o "art de l'actuació" o "art de l'acció". En català, aquesta accepció rep el nom d'acció o acció artística.

## Happeningi acció artística
Als anys setanta es va imposar internacionalment el mot "performance" (en català, "art d'acció"). A partir d'aquesta època el happening madura i cobreix un gran espectre de pràctiques en diferents suports i llenguatges o combinacions d'ells, com ara l'acte pictòric, la instal·lació escultòrica, la dansa contemporània, el treball corporal, el concert o el format videogràfic entre d'altres. Continua incorporant l'activisme (suport a minories, ecologisme), que en aquella època no era propi del teatre tradicional, i tècnicament es diferencia del happening en el fet que implica una teatralització de l'experiència, tot i que a la pràctica actualment se solen considerar sinònims.

## Història

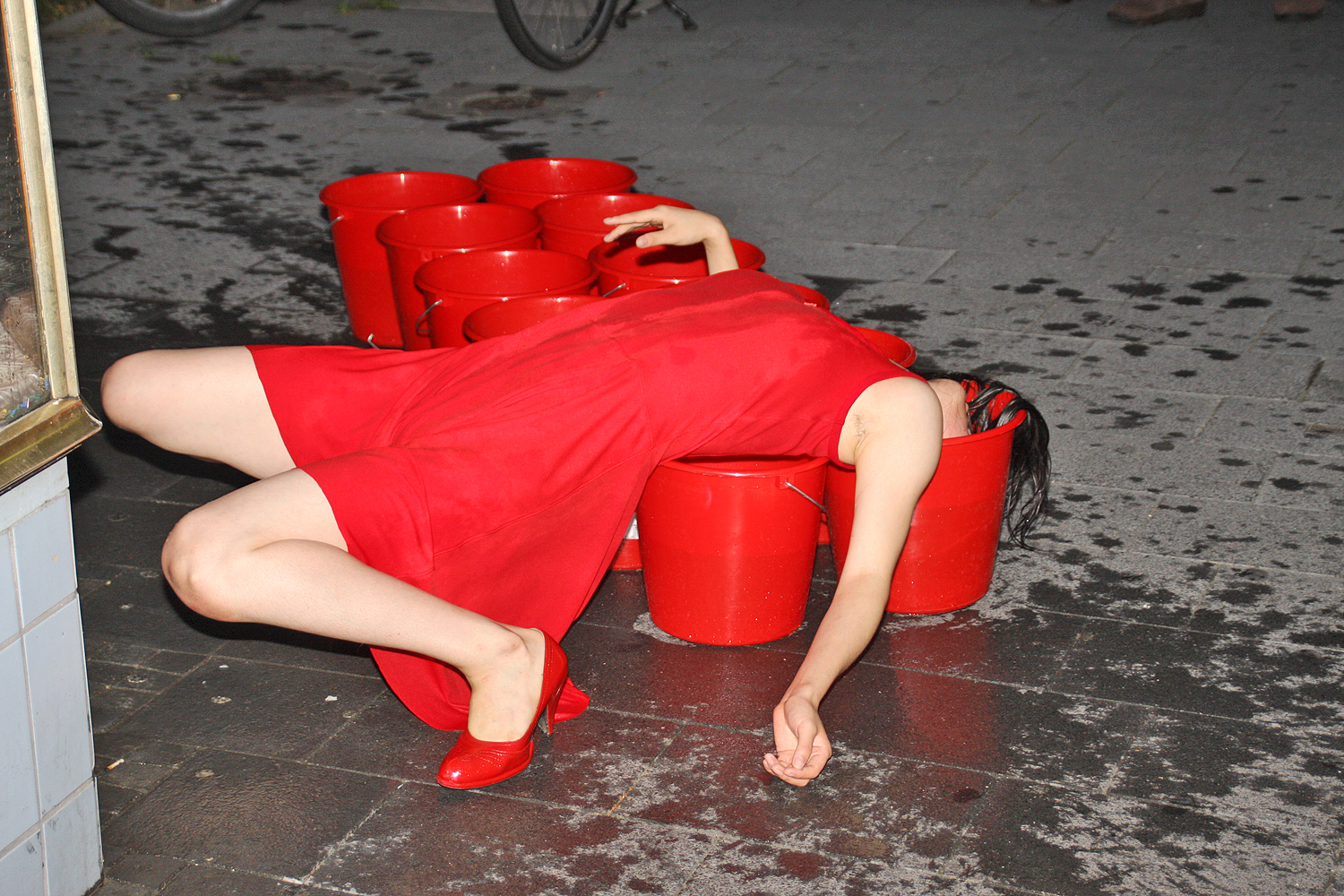
Acció artística a Alemanya, en 2008

Les arrels de les actuacions artístiques dintre de les arts plàstiques a l'àrea lingüística catalana va començar a ser utilitzat especialment per a definir certes manifestacions artístiques a l'inici dels anys vint, per interinfluència amb els espectacles dramàtics del dadaisme i surrealisme.
Creadors lligats al futurisme, al constructivisme, al dadaisme i al surrealisme, realitzaven actuacions de música, dansa i varietats de cabaret en general, com ara les exhibicions no convencionals al Cabaret Voltaire. Entre aquests artistes destaca la participació de Richard Huelsenbeck i Tristan Tzara.
Aquesta manera de crear una espècie d'esdeveniment on diverses disciplines artístiques es barregen és el que va anar agafant el nom d'acció artística o performance durant la segona meitat del segle xx. A començaments dels anys 60 les accions artístiques es van tornar a posar especialment de moda. Per exemple, l'any 1961 Yves Klein va presentar a tres models cobertes amb pintura blava que en moure's deixaven un rastre sobre paper blanc. Els executants dels happenings provenien de diferents disciplines artístiques i van establir importants connexions amb d'altres, com per exemple típicament l'anomenat grup Fluxus de Nova York amb la dansa contemporània formalista, una tendència encapçalada per Merce Cunningham i que cercava l'abstracció dels moviments dels ballarins. Al llarg dels anys 60 les accions s'associaven amb protestes polítiques en forma de happenings.
A principis dels anys setanta va destacar un dels moviments més radicals de l'art d'acció, el teatre "orgiasticomistèric" d'Hermann Nitscht, vinculat al nihilisme i a l'exaltació d'estats extrems, com psicosis, espasmes, èxtasis, orgasmes, al·lucinacions i autolesions. Creava rituals iniàtics inspirats en el catolicisme i que incloïen sang i vísceres d'animals. Encara està en actiu i ha influenciat artistes de tot el món.
Amb l'entrada dels anys vuitanta l'art d'acció va entrar en crisi, ja que molts dels seus artistes van passar a treballar al teatre, la dansa o el videoart. Amb això, ha anat tenint una gran influència en les arts escèniques des d'aleshores, com per exemple en Tadeusz Kantor, Robert Wilson, Pina Bausch, Jan Fabre o La Fura dels Baus.
Als Països Catalans aquestes manifestacions han rebut tradicionalment el nom d'acció artística. El precedent català són les accions musicals de Joan Brossa i Josep Maria Mestres Quadreny al Club 49, destaquen les accions musicals de Carles Santos, les de Jordi Benito, experiències col·lectives com Art Concepte Banyoles 73, el Congrés Internacional de Happenings de Granollers, la mostra Brutal Barcelona Performance, els esdeveniments que organitza el Grup de Nova York (Miralda, Rabascall, Selz i Xifra) i les propostes d'Albert Vidal.

## Característiques
Per la seva pluralitat, l'art d'acció no té un aspecte fix i homogeni, sent la seva característica principal la presència real de l'executant, que no simula. També la valoració del procés per sobre el resultat.

## Art d'acció català
Catalunya va ser un país molt actiu als anys setanta, amb les accions musicals de Carles Santos, actualment consolidat al circuit internacional, i les propostes de Jordi Benito, vinculades a l'estètica de Hermann Nitsch. D'aquesta època destaquen igualment iniciatives col·lectives d'executants, com per exemple l'"Art Concepte" de Banyoles de 1973, el Congrés Internacional de Happenings de Granollers l'any 1976 i la mostra Brutal Barcelona Performance també l'any 1976. Va estar de gran influència també en creadors escènics com típicament La Fura dels Baus.
Alguns grups de treball i de difusió especialitzats en l'actuació artística a l'àmbit catalanoparlant són el Festival FEM de dones artistes d'art d'acció, l'European Live Art Archive a la Universitat de Girona, el Festival La Muga Caula i el grup Corpologia. Alguns esdeveniments, com el Festival Temporada Alta de Girona o el Festival Pepe Sales, programen a Catalunya treball d'artistes de l'art d'acció de tot el món. Altres productores d'art d'acció a Barcelona són l'Associació Gresol Art i La Bonne (Centre de Cultura de Dones Francesca Bonnemaison), que acull a executants individuals i on resideix el grup Theta d'investigació i laboratori d'art d'acció i gènere.
Actualment a Girona es realitza anualment el festival FEM, que centra la seva programació en aquest tipus d'activitats.

## Artistes coneguts per conrear l'acció
- Abel Azcona (Madrid, 1988)
- Alan Abel (EUA, 1930)

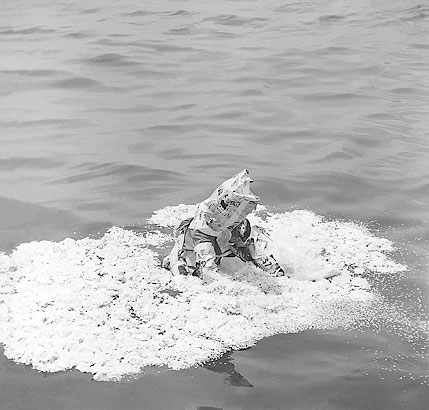
Leyendo las noticias

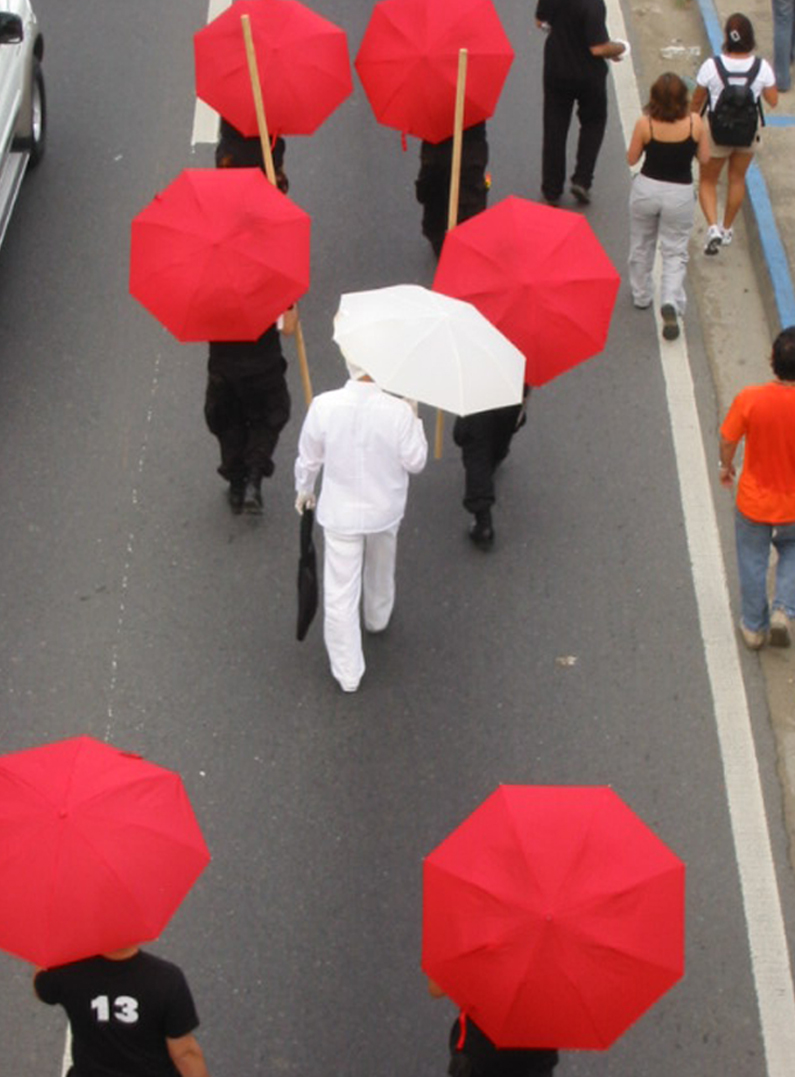
Anarchist Gardener

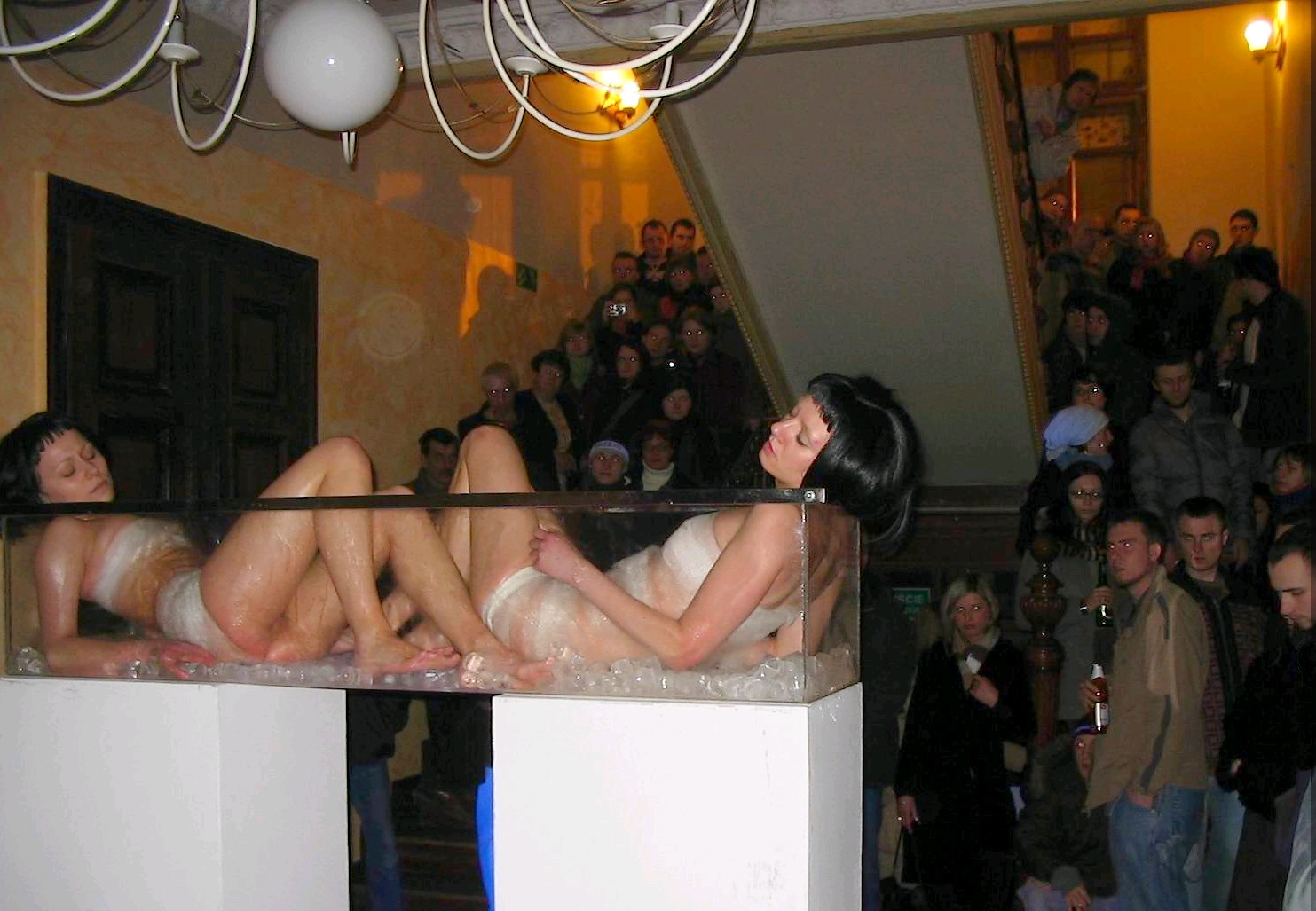
Acció del grup polonès Sedzia Glowny

- Alejandra del Río (Santiago de Chile, 1972)
- Alan Vera
- Alexander Brener (rus: Александр Бренер, Alma-Atà, URSS, 1957)
- Ana Mendieta (Cuba i EUA, 1948–1985)
- Bartolomé Ferrando (València, 1951)
- Jorge Bulhosa (Veneçuela, 1940?)
- Carolee Schneemann (Fox Chase, PA, EUA, 1939)
- Charlotte Moorman (Little Rock, Arkansas, EUA 1933 - Nova York, EUA 1991)
- Chris Burden (Boston, MA, EUA, 1946)
- COUM Transmissions (Kingston upon Hull, Anglaterra, anys 60 i 70)
- David Sherry (Irlanda del Nord, 1947)
- Dennis Oppenheim (Electric City, WA, EUA, 1938)
- Diamanda Galás (EUA, 1955)
- Esther Ferrer (Donòstia, País Basc, 1937)
- George Breelit
- Guillermo Gómez-Peña (Ciutat de Mèxic, 1978)
- Günther Brus (Ardning, Àustria, 1938)
- Hermann Nitsch (Àustria, 1938)
- Jamie McMurray
- Joaquin Lana (Santiago de Compostela)
- Joey Skaggs (EUA, 1945)
- John Cage (EUA, 1912-1992)
- Josep Carles Laínez (València, 1970)
- Joseph Beuys (Krefeld, 1921 – Düsseldorf, 1986)
- Judy Chicago (Chicago, EUA 1939)
- Kjartan Slettemark (Noruega i Suècia, 1932-2008)
- Laurie Anderson (Glen Ellyn, Illinois, EUA, 1947)
- Litsa Spathi (1958, Grècia - Alemanya - Països Baixos)
- Luis Drago Berzek
- Manuel Morales Espinosa (viu a Barcelona)
- Marcel·lí Antúnez Roca (Moià, Barcelona, 1949)
- Marina Abramović (serbi: Марина Абрамовић, Belgrad, Iugoslàvia, 1946)
- Marina Barsy Janer x Isil Sol Vil (Puerto Rico i Catalunya)
- Marta Minujín (Buenos Aires, 1943)
- Mildred Lost (Mèxic)
- Nam June Paik (Seül, 1932 - Miami, FL, EUA, 2006)
- Natxo Zenborain (Iruña / Pamplona, 1960)
- Nieves Correa (Madrid, 1960)
- Oleg Kulik (Kíev, Ucraïna, 1961)
- Otto Muehl (Grodnau, Àustria, 1925)
- Pepe Espaliú (Còrdova, 1955-1993)
- Roxana Popelka + Pepe Murciego (Madrid, Espanya)
- Saburo Murakami (Japó, 1925-1996)
- Seiji Shimoda (Japó, 1953)
- Stuart Brisley (Haslemere, Anglaterra, Gran Bretanya, 1933)
- Tania Bruguera (L'Havana, Cuba, 1968)
- Tony Oursler (Nova York, 1957)
- Ulricke Rosenbach (Alemanya, 1943)
- Valentín Torrens (Osca, 1951) acció
- Vito Acconci (Nova York, 1940)
- Wolf Vostell (Leverkusen, 1932 – Berlín, 1998)
- Yoko Ono (en kanji: 小野洋子; Tòquio, 1933)
- Youri Messen-Jaschin (1941, Letònia - Suïssa)
- Yves Klein (Niça 1928 - París 1962)
- Flavio Sciolè (Atri, Itàlia, 1970)

### Artistes que practiquen l'acció als Països Catalans
Artistes que s'han involucrat profundament en l'acció artística:
- Abel Azcona (Viu a Sant Fruitós de Bages, 1988), videoart, art experimental, instal·lacions, acció, etc.
- Antoni Miralda (Terrassa, 1942), acció, teatre
- Bartolomé Ferrando (València, 1951), poesia sonora, poesia visual, acció
- Benet Rossell (Àger, Lleida, 1937), pintura, instal·lacions, poesia, acció
- Benjamí Tous (Almacelles, Lleida, 1949), teatre, acció
- Carles Hac Mor (Lleida, 1940-2016), poesia, escriptura, videoart, poesia sonora, acció, Grup de Treball, etc.
- Carles Pazos (Barcelona, 1949), art conceptual, acció
- Carles Santos (Vinaròs, 1940), música, teatre, acció, Grup de Treball
- David Ymbernon (Igualada, 1972), pintura, poesia, acció
- Eugènia Balcells i Canela (Barcelona, 1943), videoart, art experimental, instal·lacions, acció, etc.
- Ester Xargay (Sant Feliu de Guíxols, 1960), poesia, videoart, acció, etc.
- Fina Miralles (Sabadell, 1950), art conceptual, acció[8]
- Joan Brossa (Barcelona, 1919-1998), poesia concreta, poesia visual, teatre, màgia, acció
- Jordi Benito i Verdaguer (Granollers, 1951 - Barcelona, 2008), art conceptual, "art total", acció, Grup de Treball
- Jordi Valls i el Vagina Dentata Organ (VDO) (Barcelona, Londres)
- Josep Carles Laínez (1970, València, vincles amb Andorra), poesia, teatre, acció
- Gerard Altaió (Santa Perpètua de Mogoda, 1978), poesia, acció
- Grup de Treball (art, literatura) (1973-75), art conceptual, acció[9]
- La Fura dels Baus (Barcelona), companyia de teatre
- Les Salonnieres (Barcelona) pàgina de Les Salonnieres Arxivat 2021-01-23 a Wayback Machine.
- Llorenç Barber (Aielo de Malferit, País Valencià, 1948), campanologia, música, concert total, acció
- Marcel·lí Antúnez i Roca (Moià, Barcelona, 1949), pintura, teatre, La Fura dels Baus, instal·lacions, acció
- Mariaelena Roqué (1952, Catalunya - Veneçuela), teatre, ball, acció, escenografia, disseny de vestuari, art plàstica, etc.
- Marina Barsy Janer x Isil Sol Vil (San Juan, Puerto Rico i Barcelona, Catalunya) pàgina web[10] acció, poesia visual, video art, fotografia, curadoria,...
- Miquel Àngel Marin (La Cava/Deltebre), música, clarinet, poesia, acció
- Montserrat Palacios (Mèxic-València), música, veu, acció
- Ocaña, José Pérez Ocaña (poble de Cantillana, Andalusia, 1947 - Barcelona, 1983), pintura, transvestisme, activisme, acció
- Oscar Abril Ascaso (Barcelona, 1966)
- Pi Piquer, art, teatre, escenografia, pintura-acció (veg. Pi Piquer Arxivat 2010-04-04 a Wayback Machine.)
- Valentín Torrens (Osca, 1951) acció
- Vicenç Viaplana (Granollers, 1955), fotografia, acció